# Sporting Clube Farense
Lo Sporting Clube Farense, meglio noto come Farense, è una società calcistica portoghese con sede nella città di Faro. Milita nella Segunda Liga, la seconda divisione del campionato di calcio portoghese.
Il club è stato fondato nel 1910. Partecipò alla Coppa UEFA 1995-1996, in seguito al quinto posto raggiunto in campionato, ma venne eliminato ai trentaduesimi di finale dal Lione.
In seguito ad un fallimento avvenuto nel 2006 il club ha potuto ricominciare a giocare soltanto nelle divisioni minori.

## Stadio
L'SC Farense gioca le sue partite nell'Estádio Algarve, costruito in occasione del Campionato europeo di calcio 2004 che si è tenuto in Portogallo.
Lo stadio ha una capacità di 30.305 spettatori, e ospita anche le partite del Louletano Desportos Clube.

## Rosa 2024-2025
| N. |                          | Ruolo | Calciatore    |
| -- | ------------------------ | ----- | ------------- |
| 1  | Brasile (bandiera)       | P     | Kaique        |
| 2  | Brasile (bandiera)       | D     | Paulo Victor  |
| 3  | Spagna (bandiera)        | D     | Marco Moreno  |
| 4  | Portogallo (bandiera)    | D     | Artur Jorge   |
| 5  | Portogallo (bandiera)    | D     | Tomás Ribeiro |
| 6  | Brasile (bandiera)       | C     | Neto          |
| 7  | Guinea-Bissau (bandiera) | C     | Elves Baldé   |
| 8  | Portogallo (bandiera)    | C     | Zé Carlos     |
| 9  | Portogallo (bandiera)    | A     | Tomané        |
| 10 | Gambia (bandiera)        | A     | Yusupha Njie  |
| 11 | Spagna (bandiera)        | A     | Álex Bermejo  |
| 14 | Spagna (bandiera)        | A     | Darío Poveda  |
| 19 | Portogallo (bandiera)    | A     | Rui Costa     |

| N. |                       | Ruolo | Calciatore      |
| -- | --------------------- | ----- | --------------- |
| 20 | Portogallo (bandiera) | A     | Marcos Lopes    |
| 21 | Portogallo (bandiera) | C     | Filipe Soares   |
| 22 | Portogallo (bandiera) | P     | Miguel Carvalho |
| 28 | Brasile (bandiera)    | D     | Pastor          |
| 29 | Brasile (bandiera)    | C     | Claudio Falcão  |
| 31 | Brasile (bandiera)    | D     | Derick Poloni   |
| 33 | Portogallo (bandiera) | P     | Ricardo Velho   |
| 34 | Brasile (bandiera)    | D     | Raúl Silva      |
| 44 | Brasile (bandiera)    | D     | Lucas Áfrico    |
| 70 | Capo Verde (bandiera) | D     | Rivaldo         |
| 77 | Portogallo (bandiera) | A     | Marco Matias    |
| 80 | Portogallo (bandiera) | C     | Samuel Justo    |
| 93 | Portogallo (bandiera) | C     | Miguel Menino   |

## Rosa 2023-2024
| N. |                       | Ruolo | Calciatore       |
| -- | --------------------- | ----- | ---------------- |
| 1  | Brasile (bandiera)    | P     | Rafael Defendi   |
| 2  | Spagna (bandiera)     | D     | Fran Delgado     |
| 3  | Brasile (bandiera)    | D     | Igor Rossi       |
| 4  | Portogallo (bandiera) | D     | Artur Jorge      |
| 5  | Argentina (bandiera)  | C     | Facundo Cáseres  |
| 6  | Malta (bandiera)      | D     | Zach Muscat      |
| 7  | Nigeria (bandiera)    | A     | Adewale Sapara   |
| 8  | Portogallo (bandiera) | C     | Rafael Barbosa   |
| 9  | Brasile (bandiera)    | A     | Bruno Duarte     |
| 10 | Colombia (bandiera)   | C     | Jhon Velásquez   |
| 12 | Brasile (bandiera)    | D     | Talys            |
| 14 | Brasile (bandiera)    | C     | Fabrício Isidoro |
| 19 | Portogallo (bandiera) | A     | Rui Costa        |
| 20 | Portogallo (bandiera) | A     | Cristian Ponde   |

| N. |                       | Ruolo | Calciatore      |
| -- | --------------------- | ----- | --------------- |
| 22 | Portogallo (bandiera) | D     | Miguel Carvalho |
| 27 | Brasile (bandiera)    | C     | Mattheus        |
| 28 | Brasile (bandiera)    | D     | Pastor          |
| 29 | Brasile (bandiera)    | C     | Claudio Falcão  |
| 31 | Portogallo (bandiera) | D     | Talocha         |
| 33 | Portogallo (bandiera) | P     | Ricardo Velho   |
| 37 | Portogallo (bandiera) | C     | Gonçalo Silva   |
| 50 | Portogallo (bandiera) | C     | Seruca          |
| 62 | Algeria (bandiera)    | C     | Bachir Belloumi |
| 67 | Nigeria (bandiera)    | C     | Sapara          |
| 77 | Portogallo (bandiera) | A     | Marco Matias    |
| 80 | Portogallo (bandiera) | C     | Vítor Gonçalves |
| 91 | Portogallo (bandiera) | C     | Zé Luís         |

## Rosa 2022-2023
| N. |                       | Ruolo | Calciatore       |
| -- | --------------------- | ----- | ---------------- |
| 1  | Brasile (bandiera)    | P     | Rafael Defendi   |
| 2  | Brasile (bandiera)    | D     | Róbson           |
| 6  | Malta (bandiera)      | D     | Zach Muscat      |
| 8  | Brasile (bandiera)    | D     | Marcos Paulo     |
| 9  | Brasile (bandiera)    | A     | Lucão            |
| 10 | Colombia (bandiera)   | C     | Jhon Velásquez   |
| 11 | Portogallo (bandiera) | A     | Elves Baldé      |
| 14 | Brasile (bandiera)    | C     | Fabrício Isidoro |
| 17 | Portogallo (bandiera) | D     | Miguel Bandarra  |
| 18 | Portogallo (bandiera) | D     | Diogo Viana      |
| 19 | Portogallo (bandiera) | A     | Rui Costa        |
| 20 | Portogallo (bandiera) | A     | Cristian Ponde   |
| 21 | Portogallo (bandiera) | D     | Diogo Paulo      |
| 22 | Portogallo (bandiera) | D     | Miguel Carvalho  |

| N. |                       | Ruolo | Calciatore      |
| -- | --------------------- | ----- | --------------- |
| 27 | Brasile (bandiera)    | C     | Mattheus        |
| 29 | Brasile (bandiera)    | C     | Claudio Falcão  |
| 30 | Brasile (bandiera)    | D     | Abner           |
| 31 | Portogallo (bandiera) | D     | Talocha         |
| 33 | Portogallo (bandiera) | P     | Ricardo Velho   |
| 35 | Brasile (bandiera)    | C     | Harramiz        |
| 37 | Portogallo (bandiera) | C     | Gonçalo Silva   |
| 50 | Portogallo (bandiera) | C     | André Seruca    |
| 62 | Algeria (bandiera)    | C     | Bachir Belloumi |
| 77 | Portogallo (bandiera) | A     | Marco Matias    |
| 80 | Portogallo (bandiera) | C     | Vítor Gonçalves |
| 96 | Brasile (bandiera)    | A     | Pedro Henrique  |
|    | Brasile (bandiera)    | A     | Paollo          |

## Palmarès

### Competizioni nazionali
- Segunda Divisão: 2

1939-1940, 1982-1983
- Terceira Divisão: 1

2011-2012

### Altri piazzamenti
- Coppa del Portogallo:

Finalista: 1989-1990
Semifinalista: 1954-1955, 1972-1973
- Segunda Liga:

Secondo posto: 2019-2020
- Campeonato de Portugal:

Secondo posto: 2017-2018